# Olivetti Lettera 35
La Olivetti Lettera 35 è una macchina per scrivere portatile prodotta dalla Olivetti e commercializzata a partire dal 1972.

## La macchina per scrivere
La Lettera 35 fu disegnata nel 1972 da Mario Bellini. Come già la Olivetti Dora, la Olivetti Valentine e la Olivetti Lettera DL, riprende meccanicamente la  Lettera 32, uscita nel 1963 e disegnata da Marcello Nizzoli.
La macchina utilizza una diversa carrozzeria, sempre metallica ma disponibile solamente di colore beige, dall'aspetto più massiccio e professionale e simile a quella della Olivetti Lettera 36. Ha un peso simile alla lettera 32: kg 5,5 che arriva a 7,1 kg con la custodia originale in plastica. Una variante denominata Lettera 35i presenta una carrozzeria leggermente più snella e verniciata di colore grigio. Quest'ultima ha in dotazione una borsa a tracolla in luogo della valigia in plastica rigida; è stata venduta anche come Lettera 37 (di colore nero) o Italia 90/3 (azzurra, per richiamare il colore della Nazionale italiana di calcio).

## Meccanica
Con la meccanica uguale a quella della lettera 32, la Olivetti Lettera 35 è una macchina per scrivere con leve di scrittura a pressione. Ogni volta che viene premuto un tasto di scrittura il martelletto corrispondente, tramite il meccanismo cinematico, va a battere sul nastro con inchiostro rosso o nero, dietro al quale sta il foglio di carta sul quale viene così impresso il simbolo corrispondente. Una levetta situata in alto a destra della tastiera può essere usata per controllare la posizione del nastro e selezionare la stampa in colore nero, rosso o senza inchiostro (in caso di copie con la carta carbone o per la preparazione di matrici a inchiostro per il ciclostile). Il nastro si avvolge a ogni pressione dei tasti e cambia automaticamente direzione di avvolgimento quando è terminato in uno dei due rocchetti nei quali è avvolto. Due sensori meccanici posti vicino a ogni rocchetto si spostano quando il nastro si tende (ciò indica che sta finendo) e invertono la sua direzione di avvolgimento. 

## Tastiera
La versione italiana della macchina utilizza il layout QZERTY, anche se sono state prodotte versioni con disposizioni differenti di tasti a seconda della lingua a cui erano rivolte. I tasti alfanumerici sono 43 per un totale di 86 segni. Oltre a questi, la tastiera include una barra spaziatrice, due tasti per impostare le lettere maiuscole, un tasto di blocco delle maiuscole, una levetta per poter oltrepassare i margini impostati, un tasto per retrocedere di un carattere, una levetta per impostare le tabulazioni e un tasto (rosso) per passare da una tabulazione all'altra.
L'insieme dei caratteri a disposizione ha evidenti mancanze: non è presente il tasto col numero 1 che si ottiene utilizzando la lettera l (elle) minuscola oppure la I (i) maiuscola; mancano i tasti per le vocali accentate maiuscole usate nella lingua italiana, che andavano sostituite dalle lettere normali seguite dall'apostrofo. Questa tipologia di soluzioni era piuttosto comune nelle macchine per scrivere dell'epoca.